# INSEE 코드
INSEE 코드(프랑스어: Code Insee, 코드 앵세)는 프랑스의 국립 통계 경제 연구소 (INSEE)에서 데파르트망과 코뮌을 비롯한 행정 부문, 개인 신원부문 등에서의 활용을 목적으로 제정한 번호등록체계이다.

## 행정 코드
INSEE는 프랑스의 행정구역에 대해서도 고유의 번호등록체계를 구성하여 부여하고 있다.
- 지역 공식코드 (COG, Code officiel géographique) : 행정구역 단위별 번호체계로, 그냥 INSEE 코드라고만 하면 코뮌의 고유식별번호를 가리키는 경우가 많다. 프랑스 공화국 전역에 존재하는 36,700여개의 코뮌마다 번호가 부여되어 있으며, 우편번호와는 겹치는 일 없이 별도로 구성된다. 이 코드는 총 다섯 자리로 이뤄져 있는데 그 구성별 유형은 다음과 같다.
  - 2글자 (데파르트망) + 3글자 (코뮌) - 프랑스 본토의 96개 데파르트망에 해당된다.
  - 3글자 (해외 데파르트망) + 2글자 (코뮌) - 프랑스 본토 외 해외 데파르트망이나 해외 집합체를 대상으로 한다. 이들은 고유번호가 세 자리로 본토의 것과 구별되는 동시에, 소속된 코뮌수가 많지 않기에 이런 구성을 취하는 것이다.

코뮌 코드의 순번은 해당 데파르트망 내의 코뮌 목록을 알파벳순으로 나열 한 뒤 그 순서를 따른다. 단 이름을 바뀐 코뮌, 두개로 분할된 코뮌, 신설된 코뮌의 경우에는 목록 최하단에 새로 추가되므로 이를 반영한 예외사례가 발견되곤 한다.
코드 앞을 차지하는 데파르트망 코드는 프랑스 국민들에게 비교적 인지도가 높은 편인데, 다름 아닌 프랑스 우편번호 체계에서 해당 코드를 따르기 때문이다. 하지만 뒤의 세 글자는 전혀 일치하지 않은데, 이는 우편번호 체계가 데파르트망의 주요도시부터 순번이 시작되어 그 도시를 중심으로 주변 지역을 분할해 번호를 매기고, 특정 분포사례에 따라 추가로 순번을 부여하는 방식이 때문이다. 마르세유 같은 대도시나 면적이 넓은 코뮌의 경우에는 우편번호 구역이 여러 개로 쪼개져 있어, 한 코뮌 코드에 여러 개의 우편번호가 해당되는 경우도 있다. 또 유통의 편리를 위해 우편번호의 기준이 꼭 코뮌이 아닌 우체국의 위치에 따르도록 했기 때문에, 프랑스 시골 지역으로 갈수록 우체국이 위치한 코뮌과 동일한 우편번호를 공유하는 코뮌들이 많다.
한편 데파르트망 코드는 프랑스의 차량번호판 마지막 두 자리로도 활용된 바 있다. 파리는 끝자리가 75, 마르세유는 13, 툴루즈는 31로 매겨지는 식이다. 다만 2009년부터 차량번호판 체계가 자유화되어 차량 등록 시 끝자리 두 개를 반드시 데파르트망 고유번호로 등록할 필요는 없게 되었다.
INSEE는 자국 행정구역 외에도 전세계 국가별 INSEE 코드 체계도 마련하고 있는데, 99로 시작되는 다섯 자리 숫자로 되어 있다. 대한민국의 국가코드는 99237로 등록되어 있다.

## 같이 보기
- 생체인증
- 국민식별번호